# Geografia dello Zimbabwe

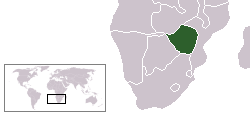
Localizzazione dello Zimbabwe

Lo Zimbabwe è uno Stato situato nell'Africa Orientale. Non ha sbocchi sul mare, ma è attraversato da lunghi e importanti fiumi come lo Zambesi e il Limpopo, affiancati da affluenti vari, e da molti altri corsi d'acqua. Di fatto l'acqua non manca, nonostante alcune province soffrano di siccità, anche per i cambiamenti climatici contemporanei: sono presenti anche le risorse date dai laghi, in particolare il Kariba, lungo bacino che genera le imponenti cascate Vittoria. Gli splendidi ambienti naturali rendono lo Zimbabwe uno dei paesi più visitati dell'Africa, una meta turistica ambita. Complici anche il buon clima, dato dall'elevata altitudine di determinate zone, e una buona presenza di parchi nazionali, lo Zimbabwe ha saputo ben attirare i visitatori stranieri: la protezione dell'ambiente è una priorità anche economica. Ma agli ambienti intatti offerti dalla natura africana e dalla sua folta fauna, si affianca la modernità dei centri urbani: la capitale Harare è una delle città più avanzate e moderne del continente africano, con un gran numero di grattacieli ed edifici avveniristici; anche altre città sono molto occidentalizzate e all'avanguardia per architettura e vita cittadina.

## Dati generali

### Confini
Confina a nord con lo Zambia per 797 km, a nord-est e ad est con il Mozambico per 1.231 km, a sud con il Sudafrica per 225 km e a ovest con il Botswana per 813 km. Il confine con lo Zambia è per gran parte segnato dal fiume Zambesi e dal lago Kariba, mentre quello col Sudafrica è quasi sempre attraversato dal fiume Limpopo.

### Superficie
Lo Stato ha un'estensione di 390.580 km², 3.910 dei quali sono costituiti da acque interne.

## Morfologia
Lo Zimbabwe è compreso tra le vallate del Limpopo e dello Zambesi, il suo territorio si presenta come un grande altopiano con una sezione centrale, chiamata Alto Veld, più elevata, più di 1200 metri, che si estende da nord-est a sud-ovest. Verso le vallate del Limpopo e dello Zambesi si ha invece il Basso Veld, che per altitudine non supera i 700 metri, infine il Medio Veld ha altezze comprese tra 700 e 1200 metri. Il Medio Veld occupa la parte occidentale con l'altopiano Mafungabusi, abbastanza esteso.
Nella parte orientale del paese si trovano i monti Inyanga, con cime oltre i 2.500 metri: il monte più alto è l'Inyangani, 2597 metri. È proprio nella parte orientale che si concentrano le poche foreste sempreverdi, mentre il resto del territorio è coperto da savane o foreste piuttosto rade.
Queste zone desertiche a clima torrido costituiscono spesso una buona attrattiva turistica.
Il territorio dello Zimbabwe fa parte della zolla continentale dell'Africa meridionale e presenta masse cristalline archeozoiche ricoperte in seguito da sedimenti; a causa delle vicende tettoniche che interessano la porzione di zolla corrispondente al territorio dello Zimbabwe, si è sviluppata un'attività vulcanica, la quale a sua volta ha provocato la formazione di giacimenti diamantiferi, numerosissimi in tutto il paese.

## Idrografia
Gran parte del territorio dello Zimbabwe è compreso nel bacino del fiume Zambesi che scorre sul confine settentrionale con lo Zambia ed è alimentato da numerosi affluenti che scendono dall'altopiano diretti da sud-ovest verso nord-est.
Gli affluenti principali sono il Gwayi (circa 300 km) e il Sanyati (circa 500 km). Lungo il suo corso forma le cascate Vittoria, di spettacolare bellezza. Il lago più importante è certamente il Kariba, le cui acque vengono divise con lo Zambia, visto che il lago si trova al confine tra lo Zimbabwe e questo Stato. Lungo 220 chilometri e largo non più di 40, il Kariba ha una profondità massima di 97 metri. Sulle sue sponde sia lo Zambia che lo Zimbabwe cercano di incrementare il turismo, nello straordinario ambiente naturale della zona. Non a caso nello Zimbabwe il parco nazionale Lake Kariba protegge l'area del lago e riceve molti visitatori, attestandosi come un luogo di richiamo per i turisti. Da segnalare a sud-est il lago Kyle, vicino Masvingo. La parte meridionale del paese è attraversata da numerosi fiumi, nel nord i corsi d'acqua però non mancano, e spesso le loro acque bagnano anche il Mozambico. Tra questi il più noto è il Mazowe, che passa non lontano da Harare e molto vicino a Chitungwiza.
Una piccola parte del territorio, situata nella parte nord-occidentale, appartiene al bacino del fiume Nata che disperde le sue acque nella pianura salata di Makgadikgadi.
A sud il Limpopo, che nasce nell'Alto Veld, delimita il confine con la regione sudafricana del Transvaal. Questo fiume è lungo 1600 chilometri, il secondo più esteso dell'Africa Australe; nasce in Sudafrica per sfociare nell'Oceano Indiano in territorio mozambicano. L'area inferiore del suo bacino è fertile, ne deriva una densità abitativa consistente: tuttavia questa zona è anche interessata, talvolta, da catastrofiche alluvioni.

## Clima
Il clima è tropicale, ma l'altitudine contribuisce a rendere il clima più favorevole. Presenta due stagioni, una secca da aprile a ottobre (inverno australe), l'altra piovosa tra novembre e marzo (estate australe). L'inverno australe è la stagione migliore per visitare il paese. La temperatura varia a seconda della fascia di altitudine, per cui si hanno escursioni termiche ridottissime nell'alto e nel medio Veld, mentre si ha un'accentuazione nello scarto tra temperatura invernale ed estiva nel basso Veld; le precipitazioni, che si concentrano soprattutto nell'Alto Veld, sono tali da permettere un'agricoltura non irrigata, caratteristica molto importante per uno Stato africano. Le precipitazioni hanno una media annua di 700 mm, si concentrano nei mesi estivi. Tuttavia i cambiamenti climatici degli ultimi anni stanno mutando negativamente la situazione. La zona del Basso Veld pare soggetta a desertificazione e le temperature tendono ad aumentare.

## Geografia politica

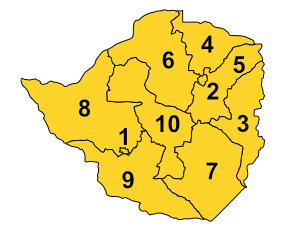
Suddivisione in province

Da un punto di vista amministrativo il paese è diviso in 8 province più due città con status di provincia (Harare e Bulawayo). A loro volta le province sono divise in 59 distretti e 1.200 comuni costituiti da diversi villaggi.
I dati sulla popolazione della tabella seguente sono riferiti al censimento del 18 agosto 2002.
| N. | Provincia           | Superficie (km²) | Abitanti   | ab/km² |
| -- | ------------------- | ---------------- | ---------- | ------ |
| 1  | Bulawayo            | 479              | 676.787    | 1.413  |
| 2  | Harare              | 872              | 1.903.510  | 2.183  |
| 3  | Manicaland          | 36.459           | 1.566.889  | 43     |
| 4  | Mashonaland Central | 28.437           | 998.265    | 35     |
| 5  | Mashonaland East    | 32.230           | 1.125.355  | 35     |
| 6  | Mashonaland West    | 57.441           | 1.222.583  | 21     |
| 7  | Masvingo            | 56.566           | 1.318.705  | 23     |
| 8  | Matabeleland North  | 75.025           | 701.359    | 9      |
| 9  | Matabeleland South  | 54.172           | 654.879    | 12     |
| 10 | Midlands            | 49.166           | 1.466.331  | 30     |
|    | Totale              | 390.757          | 11.634.663 | 30     |

Fonte: Central Statistical Office of Zimbabwe
Le province di Matabeleland North, Matabeleland South, Midlands, Masvingo e Manicaland hanno problemi di insufficienza alimentare e siccità, la capitale Harare è disperata per la mancanza di acqua e il rischio di epidemie, la rete elettrica copre solo metà della città a causa di gravi malfunzionamenti. Vista la crisi degli ultimi anni, anche lo Zimbabwe è stato attraversato dal processo di degrado urbano che riguarda anche altre parti dell'Africa.

### Città principali
Le città di Harare e Bulawayo sono le più importanti dello Stato e godono dello status di province. Harare è la capitale, il centro amministrativamente e politicamente più importante, ospita l'Università dello Zimbabwe ed è inoltre uno snodo commerciale di notevole rilievo. Bulawayo è invece la città più importante dal punto di vista economico, si trova nella parte meridionale del paese e grazie alla sua vicinanza col Sudafrica è un ottimo snodo ferroviario, centro anche di un buon numero di industrie. Altri centri di rilievo sono Mutare, Gweru, Masvingo, Hwange e Chitungwiza. Tra questi è particolarmente importante Mutare, buon centro economico, commerciale e soprattutto turistico, grazie ai parchi nazionali presenti nelle vicinanze.

## Geografia Umana

### Popolazione
Lo Zimbabwe ha 12.576.742 abitanti, numero che è andato aumentando continuamente, anche se la crescita demografica è in fase di forte rallentamento. La natalità è in diminuzione e la mortalità in crescita, quindi è ovvio che ci sia stato un ridimensionamento dell'incremento della popolazione. La densità popolativa è di 32 ab/km, con la popolazione concentrata per il 64,1% nelle campagne, cifra però destinata a diminuire (poco tempo prima era al 64,7%). Nelle campagne la densità è quindi molto minore che nelle città. Con un'alta mortalità infantile (81 su mille) e una speranza di vita bassa (37 anni), lo Zimbabwe si posiziona mediocremente nella classifica dell'indice di sviluppo umano, ma l'analfabetismo è basso (10%) e il reddito pro capite buono (2607$). La popolazione è molto giovane, il 60% ha meno di 15 anni.

### Etnie
L'etnia prevalente è quella bantu, di cui fa parte circa il 98% della popolazione, e la principale minoranza è quella bianca, che si attesta al 2% circa. In realtà in epoca coloniale la migrazione di bianchi era stata molto massiccia, ma in seguito hanno abbandonato il paese, specie dopo la controversa riforma agraria del 2000: la loro percentuale è quindi diminuita moltissimo negli ultimi venti anni. I bianchi erano in massima parte inglesi o comunque britannici, non sono mancati però genti provenienti da altri paesi europei, quasi tutti investitori stranieri. Gli inglesi si dedicano ancora oggi, così come facevano quelli che se ne sono andati, quasi tutti all'agricoltura e vengono generalmente denominati white farmers. Generalmente sono molto esperti di agricoltura e le rendite delle loro proprietà buone. La maggioranza bantu appartiene per gran parte ai gruppi MaShona e MaTabele. L'antica civiltà più importante dello Zimbabwe, quella Monomotapa, era appunto costituita da MaShona, venuti da nord nel XV secolo e in seguito assoggettati dai Roswi due secoli dopo. Nel XIX secolo sono invece giunti da sud i MaTebele, che hanno conquistato la regione: essi hanno formato l'ultima civiltà indigena prima dell'arrivo degli esploratori europei. Osservando la tabella di sopra si nota che le regioni di Mashonaland e Matabeleland prendono nome da questi due gruppi etnici, entrambi bantu. Il nome non è casuale, ma riflette l'effettiva concentrazione etnica: nella prima regione abitano in prevalenza i MaShona e nella seconda in prevalenza i MaTabele.
Oggi stabilire con esattezza la percentuale di queste due etnie sulla popolazione non è molto facile, le stime attuali sono lievemente incerte, ma rendono comunque bene l'idea della distribuzione etnica.
I gruppi etnici neri costituiscono circa il 98% della popolazione. Essi sono:
- Shona 80-84%
- MaTabele 8-10%. Questo gruppo etnico è anche noto come Ndebele
- Altre etnie bantu 8-10%

Altri gruppi etnici costituiscono esigue minoranze. Essi sono:
- Bianchi 1,5%. Il loro numero è in costante calo, essi sono passati dalle 275.000 unità del 1970 alle 120.000 del 1999. Nel 2006 si attestano intorno ai 60.000 individui. Quasi tutti fuggiti o espulsi dopo la disastrosa riforma agraria del 2000, coloro che hanno abbandonato il paese risiedono perlopiù in Regno Unito, Sudafrica, Botswana, Zambia, Australia e Nuova Zelanda.
- Cape Coloured 0,5%
- Asiatici vari 0,5%. Hanno in gran parte origini indiane o cinesi, e in futuro probabilmente supereranno per quantità i bianchi, diventando la principale minoranza etnica non africana dello Zimbabwe.

### Religione
Circa il 40% della popolazione pratica l'animismo o altre credenze tradizionali, la restante parte segue la religione cristiana, di varie confessioni; spesso però cristianesimo e culti indigeni vengono fusi. I cattolici rappresentano all'incirca il 10% dei credenti, i musulmani l'1%. I culti indigeni incominciarono a perdere il loro ruolo dominante quando i reali dell'Impero Monomotapa vennero a contatto con i portoghesi all'inizio del XVI secolo: gli iberici ebbero un tale grado di influenza da convertire al cristianesimo le figure più importanti dell'impero. Con le invasioni seguenti e l'ascesa di un nuovo impero, quello MaTabele, i culti tradizionali rimasero in vita coinvolgendo massima parte della popolazione indigena. Con l'inizio dell'epoca coloniale e le conquiste di Cecil Rhodes il contesto religioso cambiò completamente; una volta persa l'indipendenza, nello Zimbabwe vi fu una cristianizzazione generale, che ancora oggi riveste la popolazione. Presso le comunità di villaggio le antiche credenze animistiche sono però di pratica ancora molto frequente.

### Lingue
La lingua ufficiale è l'inglese, tuttavia questa lingua è quella nativa solo per i bianchi e i cape coloured, che messi insieme formano non più del 2,5% della popolazione. Inoltre questi sono in costante diminuzione negli ultimi anni a causa della loro emigrazione verso altri paesi, motivata dalla difficile situazione interna. Il fatto che l'inglese sia la lingua ufficiale, nonostante sia quella originaria per un numero sempre più esiguo di persone, è da attribuirsi al passato coloniale: essendo lo Zimbabwe un possedimento britannico, l'inglese divenne una lingua cosiddetta veicolare: cioè quella base nell'economia, nella politica e nei mezzi di comunicazione. Dunque per esigenza la componente nera dovette apprendere la nuova lingua, senza la quale non avrebbe potuto comunicare con i colonizzatori e integrarsi nella società.
Sono molto parlati i linguaggi delle due principali etnie: la lingua Shona e la lingua MaTabele, parlate rispettivamente dal 76% e dal 18% degli zimbabwesi. La lingua Shona ha una ricca tradizione orale, presente nel primo racconto scritto in lingua Shona, Feso di Solomon Mutswairo, pubblicato nel 1956. Adesso i mezzi di comunicazione si esprimono, oltre che in inglese, anche in queste altre due lingue. Nelle città l'inglese è la lingua dominante, mentre nelle aree rurali è meno conosciuto e hanno un uso più corrente le lingue indigene. L'inno nazionale, Kalibusiswe Ilizwe leZimbabwe, è espresso in lingua MaTabele settentrionale. In Shona il nome dell'inno è Simudzai Mureza wedu WeZimbabwe, la traduzione inglese del titolo è Blessed be the Land of Zimbabwe, in italiano Sia benedetta la terra dello Zimbabwe.

## Ambiente
Il 14,5% (2005) del territorio è totalmente/parzialmente protetto. Questo ottimo dato è dovuto alla grande attenzione riservata all'ambiente anche prima dell'indipendenza: riservare la natura si è dimostrato importantissimo per incrementare il turismo, che infatti poggia soprattutto sui parchi nazionali e in generale sull'ambiente. Lo Zimbabwe è uno dei paesi più visitati di tutto il continente.

### Flora e fauna
La flora e la fauna dello Zimbabwe sono spettacolari, tra le più rinomate dell'Africa per varietà e rarità delle specie protette. 
A fronte dell'avanzare delle coltivazioni, il manto forestale ha ceduto terreno provocando anche un impoverimento della fauna; la vegetazione è per lo più costituita da rade foreste decidue (tree Veld) e nella parte con meno precipitazioni da savana nella quale prevalgono le acacie e i baobab. Nella parte orientale troviamo però delle rigogliose foreste sempreverdi. Lungo lo Zambesi si ha la foresta a galleria. Attualmente la fauna sopravvive nei parchi naturali, dove vivono elefanti, leoni, ippopotami, antilopi eccetera. L'inverno australe è la migliore parte dell'anno per poter vedere gli animali.
La protezione dell'ambiente, iniziata alla fine degli anni venti con l'istituzione di nove riserve e un parco nazionale. Nel 1949 fu istituito il Hwange National Park, (1.456.000 ettari). 
Nel 1975 fu approvata una nuova legge che istituì, accanto ai parchi naturali e le riserve, nuove tipologie di aree protette come le riserve botaniche, i santuari e le aree safari.
La gestione delle aree protette è affidata al Ministero delle risorse naturali e del turismo.
I parchi nazionali del paese sono dieci:
- Chimanimani National Park
- Chizarira National Park
- Gonarezhou National Park
- Hwange National Park
- Kazuma Pan National Park
- Mana Pools National Park
- Matobo National Park
- Matusadona National Park
- Nyanga National Park
- Zambesi National Parks noto anche come Victoria Falls National Park
- Lake Kariba

## Fonti e bibliografia
- (EN) - CIA Factbook - Gabon, su cia.gov. URL consultato il 18 gennaio 2007 (archiviato dall'url originale il 24 ottobre 2006).